# Arhopala lurida
Arhopala lurida är en fjärilsart som beskrevs av Corbet 1941. Arhopala lurida ingår i släktet Arhopala och familjen juvelvingar. Inga underarter finns listade i Catalogue of Life.

## Bildgalleri

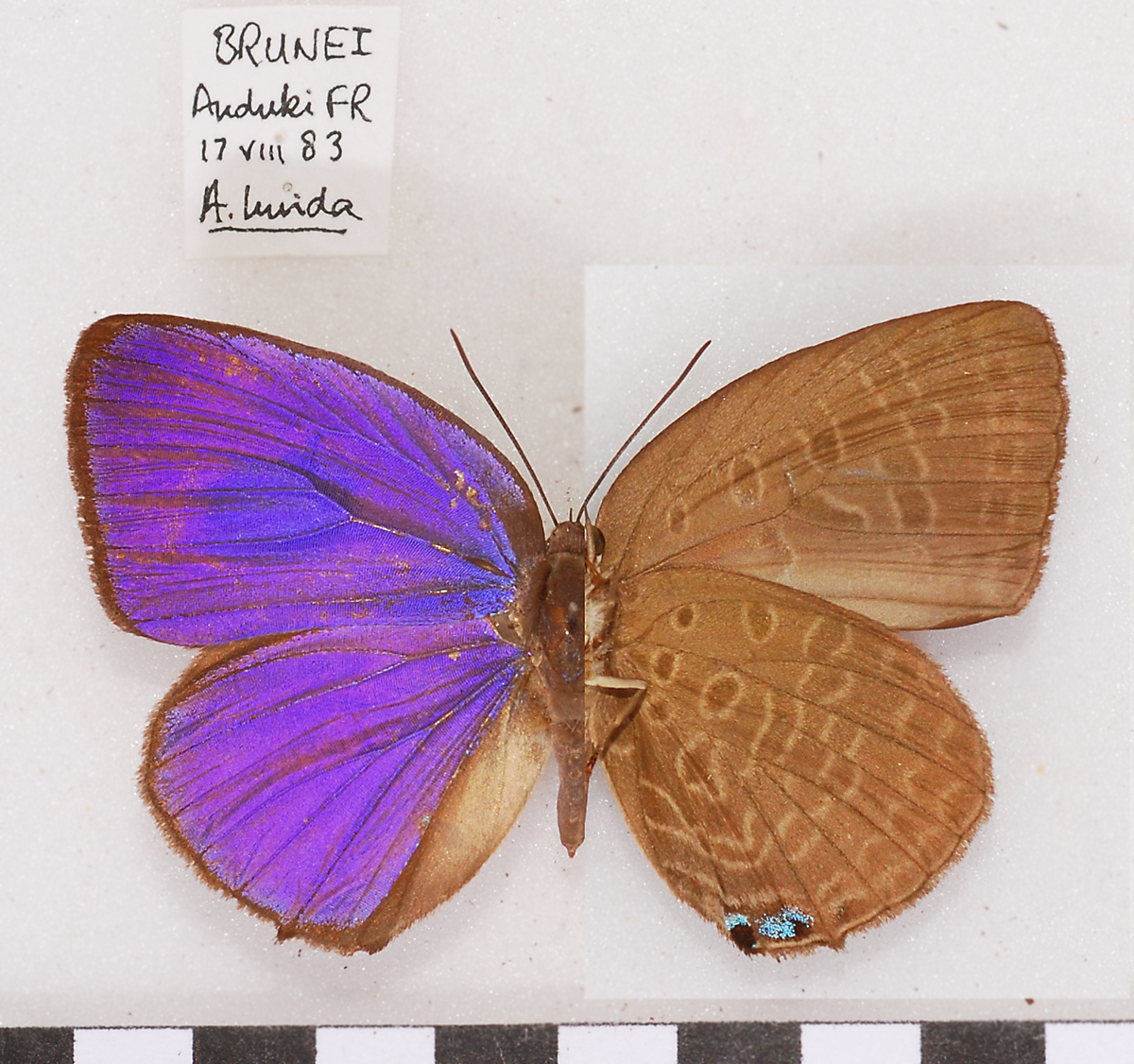